# Siegfried Wagner (Theologe)
Siegfried Paul Gerhard Wagner (* 5. September 1930 in Kreuzburg, Oberschlesien; † 19. Mai 2000 in Leipzig) war ein deutscher evangelischer Theologe.

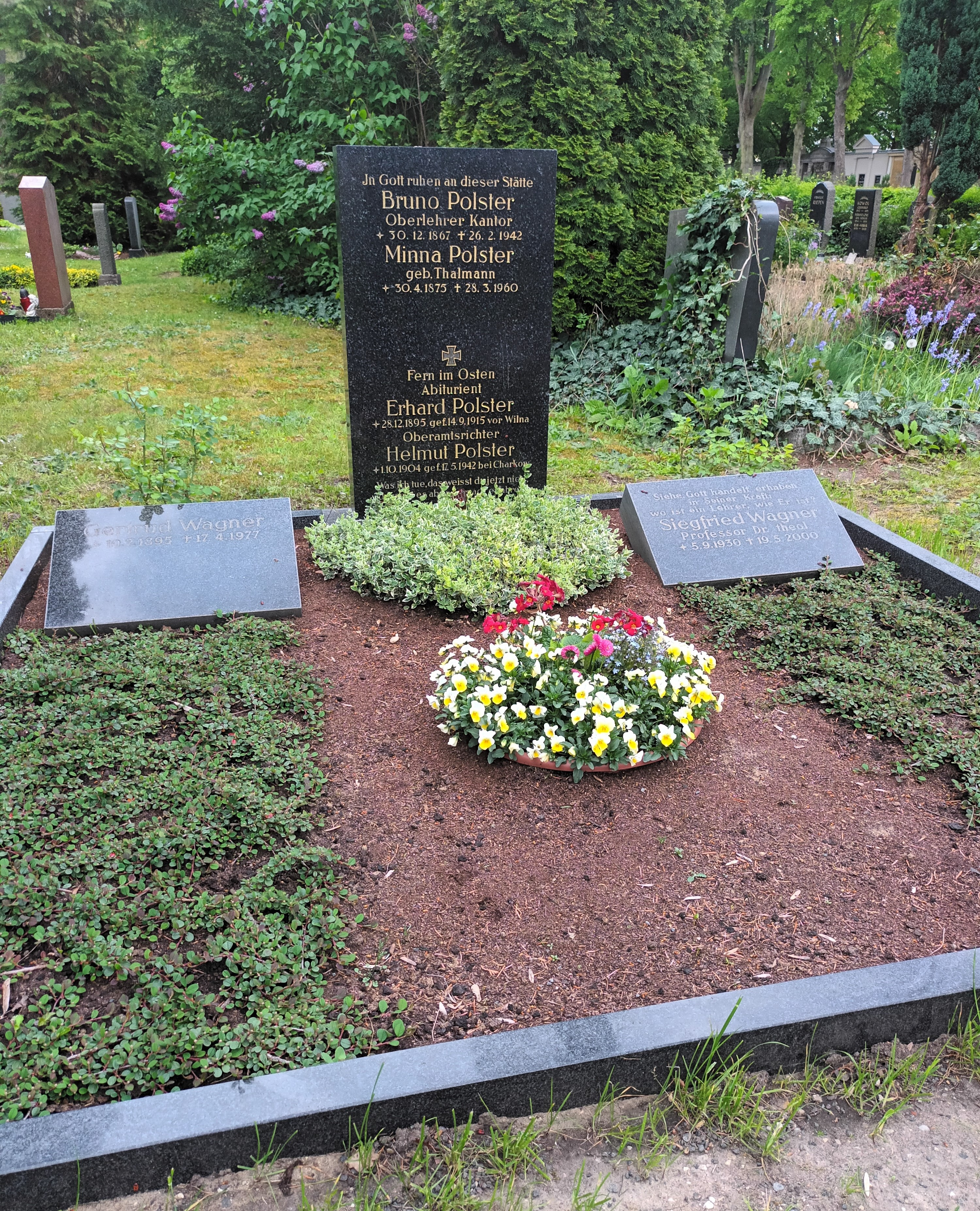
Grabstätte Siegfried Wagner

## Leben
Das Studium (1949–1954) der Theologie in Halle und Leipzig schloss Wagner 1958 mit der Promotion zum Dr. theol. an der Universität Leipzig ab. Nach der Habilitation über Franz Delitzsch 1964 an der Universität Leipzig lehrte er von 1967 bis 1972 als Professor mit Lehrauftrag für Altes Testament an der Universität Greifswald und von 1972 bis 1995 als Professor für Alttestamentliche Wissenschaft an der Universität Leipzig.
Seine Grabstätte befindet sich auf dem Friedhof Connewitz.

## Schriften (Auswahl)
- Die Essener in der wissenschaftlichen Diskussion. Vom Ausgang des 18. bis zum Beginn des 20. Jahrhunderts. Eine wissenschaftliche Studie. Berlin 1960, OCLC 614287491.
- Franz Delitzsch. Leben und Werk. Kaiser, München 1978; Brunnen, Gießen 21991, ISBN 3-7655-9369-9.
- mit Herbert Breit: Die Menschenfreundlichkeit Gottes. Alttestamentliche Predigten mit hermeneutischen Überlegungen. Frankfurt am Main 1986, ISBN 3-8204-8997-5.
- Ausgewählte Aufsätze zum Alten Testament. Berlin 1996, ISBN 3-11-014833-1.